# John Dickson (Politiker)
John Dickson (* 1. Juni 1783 in Keene, New Hampshire; † 22. Februar 1852 in West Bloomfield, New York) war ein US-amerikanischer Jurist und Politiker. Zwischen 1831 und 1835 vertrat er den Bundesstaat New York im US-Repräsentantenhaus.

## Werdegang
John Dickson wurde ungefähr drei Monate vor dem Ende des Unabhängigkeitskrieges im Cheshire County geboren. 1808 graduierte er am Middlebury College (Vermont). Er studierte Jura. Nach dem Erhalt seiner Zulassung als Anwalt 1812 begann er in West Bloomfield zu praktizieren. Im selben Jahr brach der Britisch-Amerikanische Krieg aus, welcher die Folgejahre überschattete. Er saß 1829 und 1830 in der New York State Assembly. Politisch gehörte er der Anti-Masonic Party an. Bei den Kongresswahlen des Jahres 1830 für den 22. Kongress wurde Dickson im 26. Wahlbezirk von New York in das US-Repräsentantenhaus in Washington, D.C. gewählt, wo er am 4. März 1831 die Nachfolge von Robert S. Rose und Jehiel H. Halsey antrat, welche zuvor zusammen den 26. Distrikt von New York im US-Repräsentantenhaus vertraten. Er wurde einmal wiedergewählt und schied dann nach dem 3. März 1835 aus dem Kongress aus. Während seiner letzten Amtsperiode hatte er den Vorsitz im Committee on Revisal and Unfinished Business (23. Kongress). Nach seiner Kongresszeit praktizierte er wieder in West Bloomfield. Er verstarb dort ungefähr vier Jahre nach dem Ende des Mexikanisch-Amerikanischen Krieges. Sein Leichnam wurde dann auf dem Pioneer Cemetery beigesetzt.